# 秋田中央交通臨海営業所
秋田中央交通臨海営業所（あきたちゅうおうこうつうりんかいえいぎょうしょ）は、秋田県秋田市寺内字蛭根85番地9にある秋田中央交通の営業所。

## 沿革
- 1980年7月13日 - 秋田市交通局を保戸野鉄砲町から移転。同時に秋田市交通局 中央営業所開設。
- 2005年4月1日 - 土崎地区3路線8系統を秋田中央交通へ移管するのに合わせ、併設する形で秋田中央交通 臨海営業所を設置。新屋案内所の管轄が、秋田営業所より移管される。
- 2006年4月1日 - 秋田市交通局中央営業所廃止、秋田中央交通臨海営業所単独となる。
- 2009年10月1日 - 新屋案内所のターミナル名が、「西部サービスセンター」に改称。

## 所管路線

### 五城目線
五城目営業所と共管
(系統番号100) 秋田駅西口 - 秋田運輸支局入口 - 港入口 - 飯島北 - 追分三叉路 - 大久保駅入口 - 五城目バスターミナル
- 平日2往復、土休日1往復（ただし12月31日～1月3日は運休）を担当する。
- 潟上市マイタウンバスと重複する区間のみの乗車の場合は、潟上市民に交付されるマイタウンバスと同じ運賃を適用できる割引利用券の運賃が適用される。

乗り場:秋田駅西口④

### 追分線
(系統番号101) 秋田駅西口 - 秋田運輸支局入口 - 港入口 - 飯島北 - 追分三叉路 - 追分西 - 追分農園 - 天王グリーンランド
(系統番号105) 秋田駅西口 - 秋田運輸支局入口 - 港入口 - 飯島北 - 追分三叉路 - 追分西 - 県立大学 - 追分農園 - 天王グリーンランド
- 2019年10月1日 - 秋田厚生医療センター - 天王グリーンランド（系統番号103）を廃止。
- 2020年10月1日 - 西高校経由（系統番号102）を廃止。
- 2022年10月1日 - 県立大学止め（系統番号104）を県立大学経由天王グリーンランド行き（系統番号105）に延伸[1]。
- 2009年10月より追分線の県立大学行きとして、追分三叉路経由で経路変更して運行していた。
- 潟上市マイタウンバスと重複する区間のみの乗車の場合は、潟上市民に交付されるマイタウンバスと同じ運賃を適用できる割引利用券の運賃が適用される。

乗り場:秋田駅西口④

### 土崎線（新国道経由）
(系統番号110) 秋田駅西口 - 秋田運輸支局入口 - 港入口 - 飯島北
(系統番号113) 秋田駅西口 - 秋田運輸支局入口 - 港入口 - 土崎駅前
乗り場:秋田駅西口④
- 2023年9月30日：北部サービスセンター経由（系統番号118）を廃止[2]。

### 土崎線（新国道・臨港署前経由）
(系統番号114) 秋田駅西口 - 秋田運輸支局入口 - 臨港署前 - 飯島北
- 平日朝1往復のみ。

乗り場:秋田駅西口④

### セリオン線（新国道経由）
(系統番号115) 秋田駅西口 - 秋田運輸支局入口 - 港湾事務所前 - セリオン前
(系統番号119) 秋田駅西口 - 秋田運輸支局入口 - 港湾事務所前 - セリオン前 - フェリーターミナル
- 119番は、月曜日はセリオン前発着となる。それ以外の日でも、フェリーの発着がない時はセリオン前発着となることがあるので、詳細は新日本海フェリーに確認すること。

乗り場:秋田駅西口④

### 山王商業高校線
(系統番号144) 秋田駅西口 - 県庁市役所前 - 商業高校前
- 2019年10月1日 - 更生センター発着（系統番号143）を廃止[注釈 1]。

乗り場:秋田駅西口⑥

### 臨海営業所線
(系統番号145) 秋田駅西口 - 県庁市役所前 - 市立体育館前 - 臨海営業所前
- 2002年4月1日 - みその県庁経由、通町経由を廃止。
- 2005年4月1日 - 一部便を秋田市交通局から秋田中央交通に移管し、共同運行路線となる。
- 2006年4月1日 - 秋田市交通局より完全移管。同時に路線名が「交通局線」から変更となる。

乗り場:秋田駅西口③

### 県立プール線
(系統番号146) 秋田駅西口 - 県庁市役所前 - 市立体育館前 - 臨海営業所前 - 県立プール
(系統番号147) 秋田駅西口 - 県庁市役所前 - 市立体育館前 - 臨海営業所前 - スケート場前 - 県立プール
- 2001年4月1日 - 秋田市交通局の路線として開設。
- 2006年4月1日 - 秋田中央交通に移管。

乗り場:秋田駅西口⑧

### 新港線
(系統番号152) 飯島北 → 港入口 → 秋田運輸支局入口 → 長崎屋バスターミナル → 茨島 → 牛島駅入口 → 南高校前
(系統番号153）西部サービスセンター → 長崎屋バスターミナル → 秋田陸運支局入口 → 港入口 → 土崎駅入口 → 土崎駅前 
- 2001年4月1日 - 秋田市交通局より移管される（同時に、交通局行きではなく大川反車庫行きに変更）。
- 2018年10月1日 - 土崎駅前行き（系統番号153）を新設。
- 2021年10月1日 - 西部SC～飯島北（系統番号150）を廃止。
- 2023年9月30日 - 飯島北～新屋高校前（系統番号151）を廃止[2]。
- 秋田駅は経由しない。

### 土崎・秋田厚生医療センター線
(系統番号200) 秋田厚生医療センター前 - 四ツ屋 - 自衛隊前 - 土崎駅前
かつては平日のみ「秋田市中央卸売市場」の構内に乗り入れていたが、現在は乗り入れていない。
乗り場:秋田駅西口⑧
- 2019年10月1日 - 向山経由（系統番号201）の廃止。路線名を神田土崎線から改称。

### 神田旭野線
(系統番号206) 秋田駅西口 - 通町 - 天徳寺前 - 八幡田一丁目 - 外旭川市営住宅前
(系統番号207) 秋田駅西口 - 通町 - 天徳寺前 - 八幡田一丁目 - 外旭川市営住宅前 - 秋田厚生医療センター前
(系統番号209) 秋田駅西口 - 通町 - 天徳寺前 - 八幡田一丁目 - 外旭川市営住宅前 - 外旭川中谷地（外旭川サテライトクリニック）- 秋田厚生医療センター前（平日のみ）
乗り場:秋田駅西口⑧
- 2014年4月1日 - 天徳寺バイパス経由（系統番号206・207）の運行を開始。
- 2016年10月1日 - 外旭川中谷地経由（系統番号209）の運行を開始。
- 2019年10月1日 - 旧道経由（系統番号202・203・204）の廃止。
- 2023年2月23日 - 各系統を泉外旭川駅の外旭川駅前広場経由に変更。

### 添川線
(系統番号210) 秋田駅西口 - 通町 - 天徳寺前 - 泉上丁 - 蓬田上丁
乗り場:秋田駅西口⑧

### 泉ハイタウン線
(系統番号220) 秋田駅西口 - 通町 - 聖園短期大学前 - 秋操近隣公園入口 - 泉駅前広場
乗り場:秋田駅西口⑧
- 2023年10月1日 - 起終点を秋田貨物駅入口から泉外旭川駅の泉駅前広場に変更[4]。

### 仁別リゾート公園線
(系統番号351) 秋田駅西口 - 蓬田上丁 - 仁別 - クアドーム・ザ・ブーン
(系統番号353) 秋田駅西口 - 蓬田上丁 - 仁別 - クアドーム・ザ・ブーン - 森林学習館前
- 351番の一部の便は、12月1日から翌年3月31日まで中島橋発着。また、353番はリゾート公園グラウンドゴルフ場が休業の時、クアドーム・ザ・ブーン発着となる。
- 冬季期間（12月1日～翌年3月31日）は、釣センター前(旧道)を経由せず、バイパス上に仮停留所が設置される。
- 2024年9月30日 - 臨海営業所発着の系統（系統番号350、352）を廃止[5]。

乗り場:秋田駅西口⑫

### 秋田温泉線
(系統番号361) 秋田駅西口 - 東中学校前 - 旭川小学校前 - 温泉入口 - 蓬田上丁
(系統番号362) 秋田駅西口 → 秋田大学前 → 秋高入口 → 温泉入口 → 蓬田上丁（平日下りのみ）
- 2024年9月30日 - 臨海営業所発着の系統（系統番号360、363）を廃止[5]。

乗り場:秋田駅西口⑫

### 川尻割山線
(系統番号700) 秋田駅西口 - 通町 - 市立病院前 - 船場町 - 運転免許センター前 - 南浜町 - 割山回転地
(系統番号701) 秋田駅西口 - 通町 - 市立病院前 - 警察学校前 - 運転免許センター前 - 南浜町 - 割山回転地
(系統番号702) 秋田駅西口 - 県庁市役所前 - 臨海十字路 - 警察学校前 - 南浜町 - 割山回転地
乗り場:秋田駅西口⑥

### 新屋線
(系統番号710) 秋田駅西口 - 通町 - 大町五丁目 - 茨島三丁目 - 秋田大橋 - 西部サービスセンター
(系統番号711) 秋田駅西口 → 通町 → 大町五丁目 → 茨島三丁目 → 秋田大橋 → 西部サービスセンター → 新屋高校前
(系統番号712) 秋田駅西口 - 通町 - 大町五丁目 - 茨島三丁目 - 秋田大橋 - 西部サービスセンター - 大森山動物園

(系統番号713) 秋田駅西口 - 有楽町 - 卸センター前 - 茨島七丁目 - 美術大学入口 - 西部サービスセンター
- 2002年4月1日 - 秋田市交通局より移管を受ける。
- 2016年10月1日 - 卸センター前 - 美術大学入口間の経路がコープ茨島店の裏側を直進し、そこから美術大学入口までは雄物川沿の新道を経由する形に変更され、秋田大橋停留所や茨島三丁目、通常系統とは別のハローワーク秋田前を経由しない。

乗り場:秋田駅西口⑦

### 大森山動物園線
(系統番号712) 秋田駅西口 - （新屋線として運行） - 西部サービスセンター - 大森山動物園
2012年4月1日より、大森山側のバス停が「大森山公園」から「大森山動物園」と改称となったため、路線名も改称。系統番号は、712系統のまま。
乗り場:秋田駅西口⑦

### 新屋高校線
(系統番号714)  西部サービスセンター - 新屋鳥木町 - 新屋高校前
- 一部の便は新屋線・新屋西線経由で秋田駅前発着便あり。

### 新屋西線
(系統番号720) 秋田駅西口 - 県庁市役所前 - 市立病院西口 - 栗田神社前 - 西部サービスセンター
(系統番号721) 秋田駅西口 - 県庁市役所前 - 市立病院西口 - 栗田神社前 - 西部サービスセンター - 新屋高校前
(系統番号722) 秋田駅西口 - 県庁市役所前 - 市立病院西口 - 栗田町 - 新屋県営住宅前 - 西部サービスセンター
(系統番号723) 秋田駅西口 - 県庁市役所前 - 市立病院西口 - 栗田町 - 新屋県営住宅前 - 西部サービスセンター - 新屋高校前
- 2002年4月1日 - 秋田市交通局より移管を受ける。
- 2022年9月30日 - 臨海経由（系統番号724）の廃止[6]。

乗り場:秋田駅西口⑦

## 廃止路線
追分線
102：秋田駅西口 - 秋田運輸支局入口 - 港入口 - 飯島北 - 追分三叉路 - 追分西 - 西高校前 - 追分農園 - 天王グリーンランド
- 2020年10月1日 - 廃止。

103：秋田厚生医療センター - 秋田高専前 - 飯島北 - 追分三叉路 - 追分西 - 追分農園 - 天王グリーンランド
- 2019年10月1日 - 廃止。

新国道・土崎経由秋田厚生医療センター線
111：秋田駅西口 - 秋田運輸支局入口 - 港入口 - 秋田高専前 - 秋田厚生医療センター
112：秋田厚生医療センター → サンパーク → 秋田高専前 → 港入口 → 秋田運輸支局入口 → 秋田駅西口
乗り場:秋田駅西口④
- 2022年9月30日 - 廃止[6]。
- 2023年9月30日 - 廃止[2]。

土崎商業高校線
116：飯島北 → 港入口 → 秋田運輸支局入口 → 県庁市役所前 → 商業高校前
- 2001年4月1日 - 秋田市交通局より移管。
- 2018年10月1日 - 商業高校前発を廃止。片道1本のみ運行に。
- 2022年9月30日 - 廃止[6]。

新国道経由土崎線
118：秋田駅西口 - 秋田運輸支局入口 - 港入口 - 北部サービスセンター - 飯島北
- 2024年9月30日 - 北部サービスセンター経由便を廃止[2]。

山王商業高校線
143：秋田駅西口 - 県庁市役所前 - 商業高校前 - 更生センター前
※西口発（朝方の便）は商業高校の構内を経由していた。
- 2019年10月1日 - 廃止[注釈 1]。

新港線
150：西部サービスセンター - 長崎屋バスターミナル - 秋田運輸支局入口 - 港入口 - 飯島北
151：新屋高校 - 西部サービスセンター - 長崎屋バスターミナル - 秋田運輸支局入口 - 港入口 - 飯島北
- 2021年10月1日 - [150]西部サービスセンター発着便廃止。
- 2023年9月30日 - [151]新屋高校発着便廃止[2]。

神田土崎線
201：秋田駅西口 - 通町 - 天徳寺前 - 神田 - 向山 - 土崎駅前
- 2019年10月1日 - 廃止。

神田旭野線
202：秋田駅西口 - 通町 - 天徳寺前 - 神田 - 外旭川市営住宅前
203：秋田駅西口 - 通町 - 天徳寺前 - 神田 - 外旭川市営住宅前 - 秋田厚生医療センター前
204：臨海営業所前 - 県庁市役所前 - 新国道 - 天徳寺前 - 神田 - 外旭川市営住宅前
- 2019年10月1日 - 廃止。

仁別リゾート公園線
350：臨海営業所前 - 県庁市役所前 - 秋田駅西口 - 蓬田上丁 - 仁別 - クアドーム・ザ・ブーン
352：臨海営業所前 - 県庁市役所前 - 秋田駅西口 - 蓬田上丁 - 仁別 - クアドーム・ザ・ブーン - 森林学習館前
- 2024年9月30日 - 臨海営業所前発着の系統を廃止[5]。

秋田温泉線
(系統番号360) 臨海営業所前 - 県庁市役所前 - 秋田駅西口 - 東中学校前 - 旭川小学校前 - 温泉入口 - 蓬田上丁
(系統番号363) 蓬田上丁 → 温泉入口 → 旭川小学校前 → 東中学校前 → 県庁市役所前 → 臨海営業所前
- 2024年9月30日 - 臨海営業所前発着の系統を廃止[5]。

新屋西線
724：秋田駅西口 - 県庁市役所前 - 臨海十字路 - 栗田神社前 - 西部サービスセンター
- 2022年9月30日 - 廃止[6]。